# Marian Kucała
Marian Kucała (ur. 2 marca 1927 w Więciórce, zm. 20 października 2014 w Krakowie) – polski filolog i językoznawca. 

## Życiorys
Uczył się w Gimnazjum św. Jacka w Krakowie. Później, w latach 1948–1952, studiował filologię polską na Uniwersytecie Jagiellońskim. Stopień magistra otrzymał na podstawie pracy dialektologicznej Słownik gwary wsi Więciórka w pow. myślenickim w porównaniu ze słownikiem podbabiogórskiej Sidziny i nadwiślańskiego Facimiecha, a stopień doktora uzyskał w roku 1957 na podstawie rozprawy leksykograficznej Porównawczy słownik trzech wsi małopolskich. Dziesięć lat później habilitował się na podstawie książki Rozwój iteratiwów dokonanych w języku polskim. W roku 1978 został zgodnie z ówcześnie obowiązującą procedurą profesorem nadzwyczajnym, a w 1984 profesorem zwyczajnym. Był wieloletnim pracownikiem Instytutu Języka Polskiego Polskiej Akademii Nauk w Krakowie, współautorem Słownika staropolskiego i redaktorem Słownika polszczyzny Jana Kochanowskiego, wykładowcą na Katolickim Uniwersytecie Lubelskim. Uczelnia ta w uznaniu zasług przyznała mu doktorat honoris causa. Pełnił też funkcje przewodniczącego Komisji Dialektologicznej PAN, był działaczem Polskiego Towarzystwa Językoznawczego i Towarzystwa Miłośników Języka Polskiego, jak również redaktorem naczelnym czasopisma Język Polski. Był członkiem Polskiej Akademii Umiejętności – członkiem korespondentem od roku 1993, a czynnym członkiem od 2001.
Pod jego kierunkiem wypromowało się siedmiu doktorów, w tym przyszli profesorowie: Ireneusz Bobrowski, Ewa Deptuchowa, Bożena Sieradzka-Baziur i Felicja Wysocka.
W 1985 r. opublikował krytyczne wydanie traktatu Parkosza razem z tłumaczeniem i faksymile rękopisu . W 2011 r. wyraził zgodę na udostępnienie dzieła na otwartej licencji, dzięki czemu jest ono dostępne w bibliotekach cyfrowych.